# مدیریت دارایی آبردین
مدیریت دارایی آبردین (به انگلیسی: Aberdeen Asset Management) شرکت خدمات مالی اسکاتلندی است، که در زمینه مدیریت سرمایه‌گذاری، مدیریت سهام و سرمایه‌گذاری املاک و مستغلات فعالیت می‌کند.
شرکت مدیریت دارایی آبردین در سال ۱۹۸۳ تأسیس شد و هم‌اکنون دارای ۳۱ دفتر خدماتی در ۲۳ کشور با مرکزیت شهرهای لندن، فیلادلفیا، پنسیلوانیا و سنگاپور می‌باشد.
در سال ۲۰۱۳ مجموع دارایی تحت مدیریت این شرکت معادل ۳۲۲ میلیارد دلار اعلام شد. دفتر مرکزی شرکت مدیریت دارایی آبردین در شهر آبردین، اسکاتلند قرار دارد و بخشی از سهام آن در بازار بورس لندن معامله می‌شود.